# Friedenskirche (Starnberg)

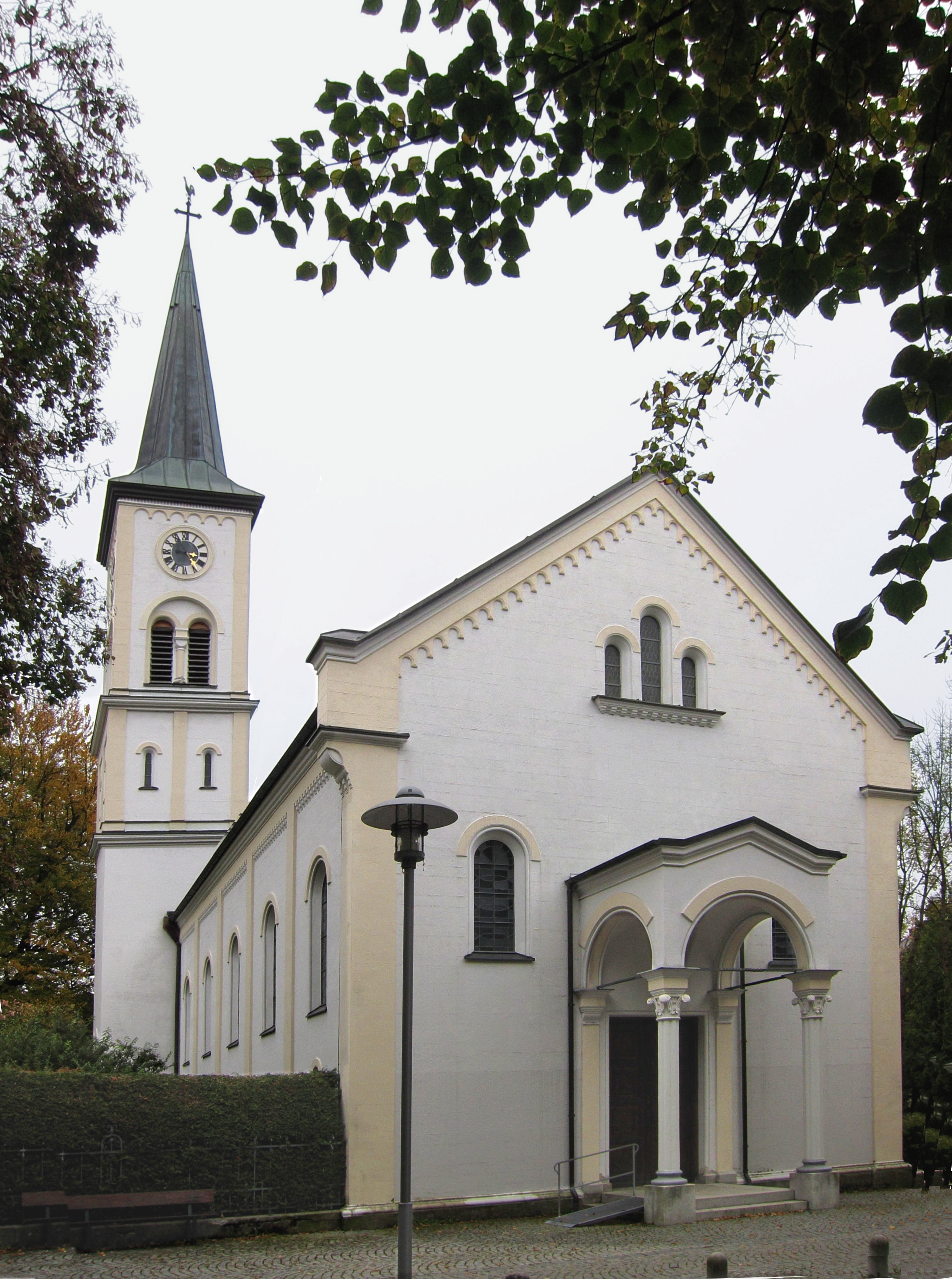
Friedenskirche in Starnberg

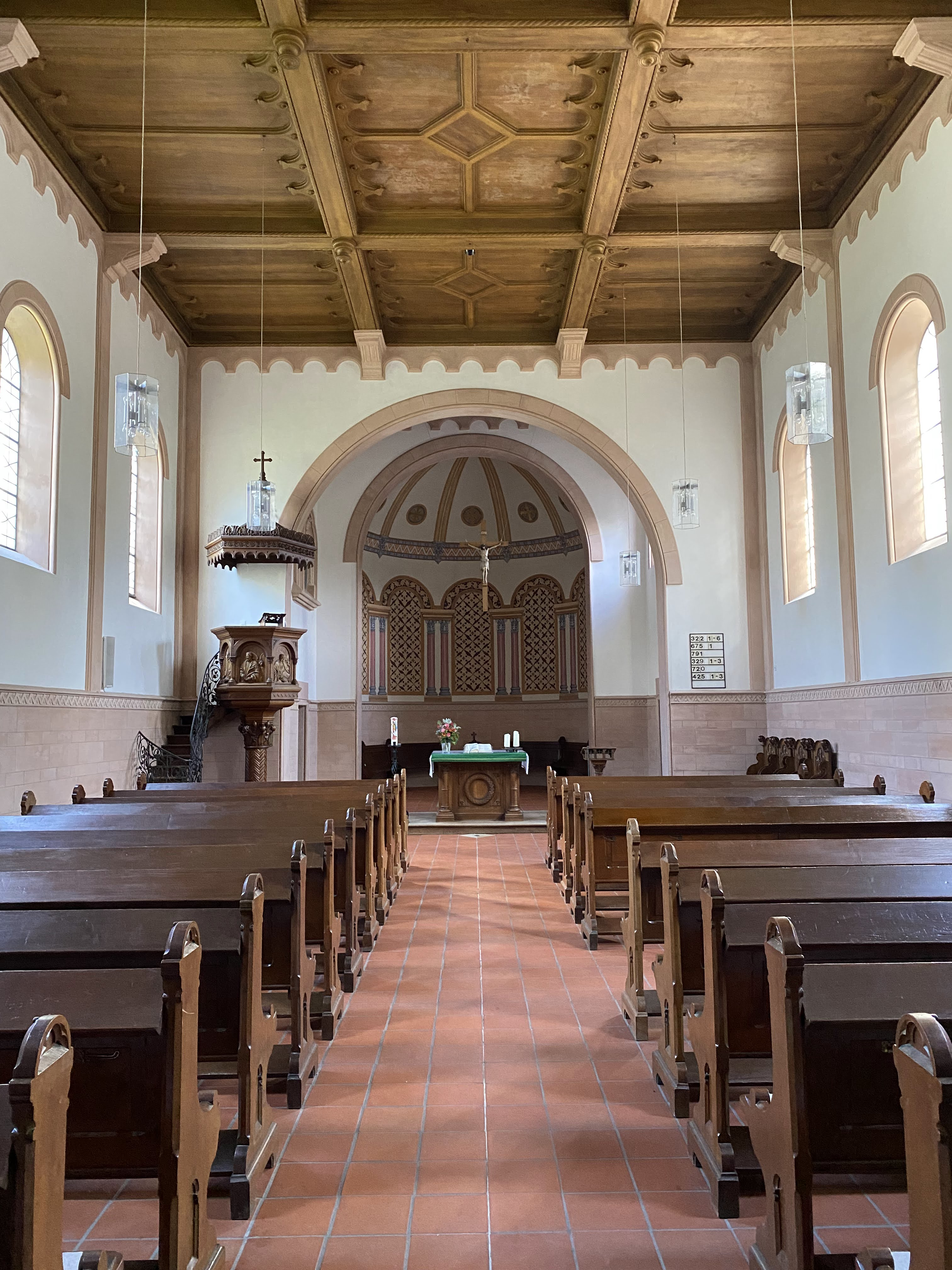
Nach der Renovierung von 2017/18 mit wiederhergestellter Ausmalung

Die Friedenskirche, die evangelisch-lutherische Pfarrkirche, steht in der Kreisstadt Starnberg in Oberbayern. Sie ist in der Liste der Baudenkmäler in Starnberg unter der Nummer D-1-88-139-24 eingetragen. Die Kirche gehört zum Evangelisch-Lutherischen Dekanat Weilheim der Evangelisch-Lutherischen Kirche in Bayern.

## Geschichte
Die neoromanische Saalkirche wurde 1892 anstelle des Vorgängerbaus von 1875 errichtet. Der erste evangelische Gottesdienst in Starnberg war 1859 in einem Erdgeschossraum des Starnberger Schlosses gehalten worden, den Gläubige für den Zweck renoviert hatten. Ende der 1860er Jahre erwies sich dieser Raum jedoch für die wachsende Zahl von evangelischen Christen in Starnberg als zu klein, sodass 1874 ein Grundstück in der Kaiser-Wilhelm-Straße gekauft und 1875 mit einfachen Mitteln eine kleine Kirche gebaut wurde. Dieses Kirchlein wurde innerhalb weniger Jahre baufällig und ebenfalls zu klein. Ab 1885 strebte die 1876 gegründete Kirchengemeinde deshalb einen Neubau an. Diese neue Kirche wurde am 28. August 1892 eingeweiht, seit 1979 heißt sie Friedenskirche.

## Gebäude und Ausstattung
Das Gebäude besteht aus dem Langhaus, dem eingezogenen, halbrund geschlossenen Chor im Osten, einer Sakristei an der Südwand und einem Chorflankenturm mit spitzem Helm an der Nordwand des Chors. Sein oberstes Geschoss enthält die Turmuhr und drei Glocken, die in den Tönen fis’, a’ und h’ klingen. 

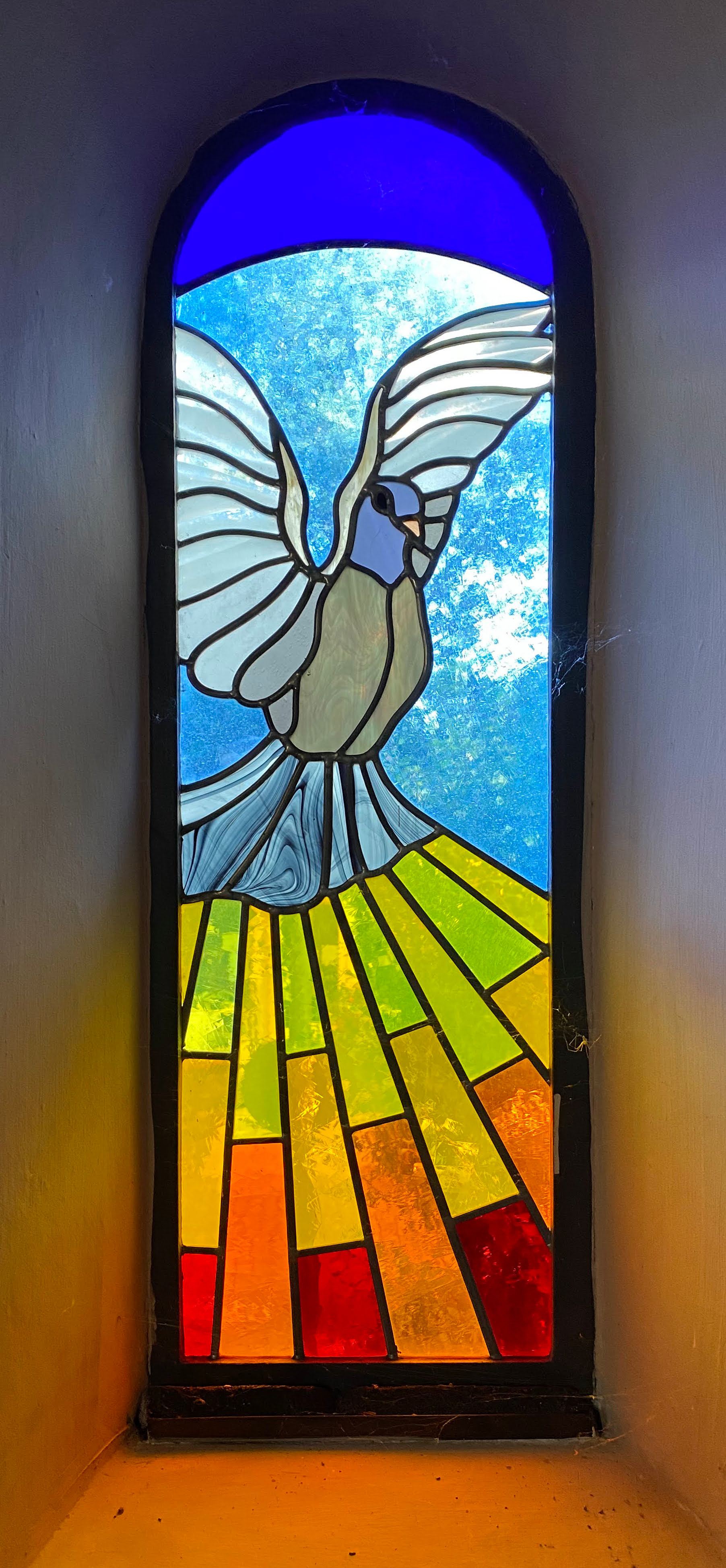
Friedenstaube von Dieter Heinze

Im Jahr 1893 hatte die damals neue lutherische Kirche zu Starnberg drei Glocken der Münchener Gießerei Ulrich Kortler erhalten, von denen zwei im Ersten Weltkrieg für Rüstungszwecke abgegeben werden mussten. 1925 lieferte die Gießerei Schilling in Apolda zwei neue Glocken. Im Zweiten Weltkrieg wurden erneut zwei Glocken eingezogen; eine der beiden Glocken aus Apolda blieb erhalten. Trotzdem ließ die Gemeinde 1954 vom Bochumer Verein für Gussfabrikation ein vollständig neues Geläut gießen. Die Glocke aus Apolda, die den Krieg überdauert hatte, steht seitdem als Ausstellungsstück in Söcking.
Der Westwand des Langhauses ist eine Ädikula mit dem Portal vorgebaut.
In den Jahren 2017 und 2018 wurde der im Laufe der Zeit umgestaltete Innenraum der Kirche unter Pfarrer Stefan Koch weitgehend wiederhergestellt, wie er war. Insbesondere wurde die übertünchte Ausmalung so weit wie möglich originalgetreu rekonstruiert. In der Mitte des Chors hängt von der Decke herab wieder das Holzkreuz, das an einer Seitenwand platziert worden war; ein Strahler der neuen Beleuchtung ist auf das Kruzifix gerichtet. Die in der Mitte des Kirchenschiffs bei der Renovierung 1972 zusammengerückten und miteinander verbundenen Bänke wurden entsprechend dem Originalzustand getrennt, sodass wie früher ein 1,60 Meter breiter Mittelgang entstand. So stehen in zwei Reihen zehn beziehungsweise elf Bänke im 18,50 Meter langen Kirchenschiff. Vorn links hängt die Kanzel mit Reliefs der vier Evangelisten und einem schmiedeeisernen Geländer an der Treppe. Oben schließt der Raum mit einer dekorativ gestalteten, in rechteckige Felder gegliederten dunklen Balkendecke ab. Die beiden Buntglasfenster unter der Empore entstanden 2006 und 2008, gestiftet von dem Starnberger Künstler Dieter Heinze (* 1945). Die Motive sind Friedenstaube (2006) und Stellt euer Licht nicht unter den Scheffel (2008). Alle früheren Buntglasfenster der Kirche waren in Verbindung mit den Arbeiten 1972 entfernt worden, um mehr Licht in den Raum zu bringen.
Die Orgel wurde 1967 von Walcker & Cie errichtet. Sie hat 22 Register auf zwei Manualen und Pedal. Spiel- und Registertraktur sind mechanisch.